# Osmia niveibarbis
Osmia niveibarbis is een vliesvleugelig insect uit de familie Megachilidae. De wetenschappelijke naam van de soort is voor het eerst geldig gepubliceerd in 1902 door Pérez.